# Sem Tob
Pour les articles homonymes, voir Shem Tov.
Sem Tob ben Ishaq ibn Ardoutiel (hébreu : שם טוב בן יצחק אבן ארדוטיאל) dit Don Sem Tob ou Sem Tob (Sentob, Sento) de Carrión (vers 1290 - vers 1369) est un rabbin et poète judéo-espagnol du XIVe siècle (Carrión de los Condes, 1290 - 1369).
Ses Proverbes moraux inspirèrent plus tard Santillana.